# Club di Clichy
Il Club di Clichy, moderato e realista, fu formato all'indomani della caduta di Robespierre, il 9 termidoro (27 luglio 1794), raccogliendo l'eredità dei Foglianti. Costituito da diversi Istituti Filantropici o Società Filantropiche, fu indebolito dalla divisione con i realisti assolutisti e, dopo aver diviso la guida del Direttorio con i repubblicani, fu esautorato e sciolto dal colpo di Stato del 18 fruttidoro.

## Nascita del club

### Riorganizzazione realista dopo il 9 termidoro
Dopo la caduta di Robespierre il 9 termidoro (27 luglio 1794) e la fine del Terrore, l'opposizione monarchica si riorganizzò per club (seguendo l'esempio dell'assai noto Club dei Giacobini). Particolare importanza ebbe il cosiddetto Club di Clichy. Così chiamato perché i membri avevano l'abitudine di radunarsi in rue de Clichy, nel palazzo del notaio Desmolières. Conservò il nome anche dopo che le riunioni vennero, assai presto, trasferite nel palazzo già appartenuto al Bertin, un antico controllore generale delle finanze di Luigi XV, morto in esilio, settantaduenne, nel 1792.
Inaugurato da una ventina di deputati alla Convenzione nazionale, quasi tutti reduci dall'arresto ad opera del Tribunale rivoluzionario, principale attore del Terrore giacobino. Da questa circostanza derivò il costume, fra i membri del club, di salutarsi 'alla ghigliottina' (à la guillotine), ovvero piegando, con un colpo secco, la testa di avanti, mentre il resto del corpo restava ben eretto, una consuetudine diffusa in ambienti alla moda del periodo termidoriano.

### Il connubio fra realisti e termidoriani
In quei mesi, infatti, il principale pericolo alla stabilità politica (ed alla stessa esistenza in vita dei deputati moderati) era rappresentato dall'eventuale reazione montagnarda e giacobina, che si concretizzò nelle due grandi insurrezioni del 12 germinale e 1º pratile (1º aprile e 20 maggio 1795) alla cui repressione diedero un contributo decisivo proprio i realisti e le loro sezioni armate di Parigi. Dopodiché l'alleanza fra repubblicani e realisti si distese nel resto della Francia, con la repressione impropriamente ricordata come il Terrore bianco.

### Il primo, fallito, tentativo realista del 13 vendemmiaio
La definitiva repressione dei montagnardi, d'altra parte, rese i termidoriani infine liberi dalla necessità di assicurarsi l'alleanza con i realisti. Dei quali temevano, anzi, la grande forza elettorale (questi erano, sicuramente, maggioranza nel Paese, ancorché non nell'esercito ed alla Convenzione: ciò che indusse alla approvazione del famigerato 'Decreto dei due terzi' che negava, di fatto, ai realisti la possibilità di assicurarsi, democraticamente, la maggioranza parlamentare nelle elezioni generali programmate per il 12 ottobre, terminate il 29 vendemmiaio (21 ottobre).
Il partito monarchico reagì con la fallimentare insurrezione del 13 vendemmiaio (5 ottobre 1795), segnata dal grande massacro, nel centro di Parigi, delle milizie legittimiste ribelli uniti ai muscadins, operato dall'esercito fedele alla convenzione termidoriana.
Grosso modo in questo periodo il Club di Clichy venne abbandonato dai membri più repubblicani, a parte Carnot, i quali si riallinearono dietro le posizioni del Barras e del Direttorio a maggioranza repubblicana. Ciò nonostante il Club sopravvisse al divieto generale, istituito dal Direttorio, di costituire club, probabilmente poiché la repressione anti-monarchica fu, a parte la giornata campale, relativamente blanda.

## La ripresa realista

### Il rinnovatoappeasementcon i termidoriani
Il breve avvicinamento dei repubblicani moderati (detti 'termidoriani') ai giacobini ebbe, tuttavia, vita breve, concludendosi con la grande paura scatenata dall'ultimo tentativo giacobino, quello del Gracco Babeuf e la sua famosa 'congiura degli Eguali'.
La congiura degli Eguali fece sì che la situazione tornasse a rovesciarsi, a favore di un rinnovato appeasement con i monarchici. Nei mesi successivi il Club di Clichy accolse sino ad un centinaio di deputati e notabili, fra deputati in carica e vecchi delegati della disciolta Convenzione nazionale. Godeva dell'appoggio di alcuni giornali, quali il Journal des élection, L'Éclair, Le Véridique, Le Messager du soir, Les nouvelles politiques: i realisti sostenevano, d'altra parte, la libertà di stampa, forti della maggioranza nel Paese e in quanto permetteva loro di attaccare liberamente il Direttorio.

### Le elezioni parlamentari parziali del 1797
Ormai privi di una prospettiva militare (a causa delle sconfitte in Vandea e a Parigi) il club si dedicò con grande cura alle prossime scadenze elettorali, potendo contare su una fitta rete di società filantropiche (Institut Philanthropique), diffuse in tutta la Francia. Essa facilitò la grande vittoria realista alle elezioni dell'aprile-maggio 1797, per un terzo della camera, con relativa conquista della maggioranza al Consiglio degli Anziani e dei Cinquecento.
Tale sforzo era facilitato dal generale consenso popolare alla causa monarchica. Testimoniato dalle precauzioni prese dal Direttorio che decretò la esclusione dalle liste elettorali degli émigrée rimpatriati, pretese da ogni elettore un giuramento di fedeltà alla Costituzione, e non si negò a diversi tentativi di intimidazione. Fra i meglio documentati quello accaduto a Tolosa, ove degli armati (genericamente indicati come 'giacobini') irruppero nei seggi, impedendo ai cittadini sospetti di 'realismo' di esercitare i propri diritti elettorali.
Tali tentativi produssero, in effetti, una massiccia astensione, ma non furono in grado di mutare le sorti delle elezioni. Dei 216 deputati uscenti, solo 13 vennero rieletti (inclusi 5 clichyens). I realisti ebbero ben 200 eletti (circa). Al termine delle elezioni dei 750 deputati totali, fra i due consigli, circa 300 erano vicini al Club.

### La maggioranza realista alle assemblee parlamentari
Le conseguenze furono immaginabili: in quei mesi si diceva che le decisioni più importanti del Paese venissero discusse in una sorta di comitato informale, fra Clichiens, riunito a casa Gibert. Ne erano membri, fra gli altri, i generali Pichegru e Willot, Royer-Collard, Camille Jordan, Vaublanc, Mathieu Dumas. Certo è che Pichegru venne eletto presidente dei Cinquecento e Barbé-Marbois, partigiano dichiarato di Luigi XVIII, presidente degli Anziani. I consigli votarono l'abolizione delle leggi contro gli ‘'émigrés'’ ed i ‘preti refrattari’ (prêtres réfractaires) ed i realisti riuscirono, nel giugno 1797, ad imporre la nomina nel Direttorio del de Barthélemy, al posto del Le Tourneur.

### Il presunto ruolo di Luigi XVIII
In quei mesi il Club divenne bersaglio preferito della polemica repubblicana e, più a sinistra, giacobina, che sostenevano esso fosse finanziato da fondi di provenienza inglese. Accusa non del tutto immotivata, anche se i legami più certi erano con la corte in esilio di Luigi XVIII, già Conte di Provenza ed allora Conte di Lilla. La ripresa del contenuto della Dichiarazione di Verona del 1795 spaccherà il fronte monarchico degli Istituti Filantropici: infatti, il proclama di Luigi XVIII del 10 marzo 1797, che impegnava i suoi seguaci del trono e dell'altare a vincere le elezioni dell'anno V, prometteva comunque di ristabilire "la religione dei nostri padri", insomma l'ancien régime in toto. I costituzionali, attaccati alle libertà individuali, sostenitori di una monarchia sul modello del 1791 e favorevoli alla vendita della proprietà nazionale, restarono nei clichiani, mentre gli ultrarealisti si presentarono in proprio alle elezioni.

## La rottura definitiva

### I due 'partiti' verso la prova di forza
Il partito realista (e, quindi, il Club di Clichy), tuttavia, era attraversato da lotte intestine, fra estremisti, i cosiddetti 'giacobini bianchi' (jacobins blanc), circa 80 deputati guidati da Jean-Louis Gibert des Molières, sostenitori intransigenti del ritorno alla monarchia assoluta (ossia i futuri ultrarealisti), da un lato ed i realisti moderati, o 'costituzionali', guidati da Mathieu Dumas e contrari alla prova di forza, dall'altro.
Sul fronte opposto, il Direttorio, dei cinque componenti solo due (de Barthélemy e Carnot) erano vicini al Club. Gli altri tre, forti dell'appoggio del generale Napoleone Bonaparte, prossimo a concludere la brillantissima Campagna d'Italia (il 17 ottobre 1797, con il Trattato di Campoformio) reagirono verso l'agosto 1797 allorché il Direttorio, si preparò a reagire avvicinando a Parigi l'armata di Sambre e Mosella, comandata dal, decisamente repubblicano, Hoche.

### Il colpo di Stato repubblicano del 18 fruttidoro
Il redde rationem venne il 18 fruttidoro (4 settembre 1797) allorché il generale Augereau, staccato dall'armata d'Italia per iniziativa del Bonaparte occupò Parigi, consentendo ai tre direttori repubblicani (Barras, Reubell, La Révellière-Lépeaux), di fare arrestare i clichien: i due direttori ‘realisti’ de Barthélemy e Carnot (che fuggì) vennero destituiti, numerosi deputati condannati alla fortezza od alla deportazione in Guyana, le elezioni di ben 49 dipartimenti annullate.
L'intervento venne collegato ad un progettato colpo di Stato clichien, che avrebbe dovuto scattare lo stesso giorno. Ma, tenuto conto degli avanzati preparativi del Direttorio, della serietà di tale tentativo parve a molti di dubitare.

### La fine del Club di Clichy
Dopodiché, con decine dei membri più autorevoli in prigione o deportati in Guyana, il Club di Clichy venne sciolto d'imperio, né mai ebbe a ricostituirsi. Alcuni esponenti appoggiarono Napoleone.
Nella Restaurazione alcuni suoi membri (come il de Barthélemy) fecero parte dei Monarchici Costituzionali e dei Liberali, o ancora del partito ultrarealista (Viénot de Vaublanc).